# Jai Courtney
Jai Stephen Courtney (Sídney, 15 de marzo de 1986) es un actor australiano conocido por haber interpretado a Varro en la serie Spartacus: Blood and Sand, a John J. McClane, Jr. en A Good Day to Die Hard, a Gideon en I, Frankenstein, a Eric en la película Divergent y, más recientemente, a Kyle Reese en Terminator Génesis y al Capitán Bumerang en Escuadrón suicida.

## Biografía
Es hijo de Chris y Karen Courtney.
Courtney se graduó de la Western Australian Academy of Performing Arts WAAPA.
Era muy buen amigo del ahora fallecido actor Andy Whitfield, quien murió en el 2011.
En el 2006 comenzó a salir con la actriz australiana Gemma Pranita, sin embargo la relación terminó en el 2013.

## Carrera
Desde el 2006 Courtney es miembro del grupo de teatro Cry Havoc!, conformado por la actriz Gemma Pranita, la directora Kate Revz y el actor James Mackay.
En el 2008 apareció como invitado en la serie All Saints y en Packed to the Rafters, donde interpretó a Damian.
En el 2010 se unió al elenco de la serie Spartacus: Blood and Sand, donde interpretó al gladiador Varro, el mejor amigo de Spartacus (Andy Whitfield), hasta el antepenúltimo episodio después de que su personaje muriera.
En el 2013 interpretó a Charlie en la película Jack Reacher, basada en la novela One Shot, de Lee Child.
Ese mismo año, se unió al elenco principal de la película A Good Day to Die Hard donde interpretó al agente de la CIA John "Jack" McClane, Jr., el hijo del oficial John McClane (Bruce Willis): la película fue la quinta entrega de la exitosa serie de películas Die Hard.
En el 2014 apareció en la película Divergent donde interpretó a Eric, líder de la facción de Osadía. Ese mismo año apareció en la película I, Frankenstein donde interpretó a Gideon, el líder del ejército de gárgolas que luchan por el bien contra los demonios comandados por el príncipe Naberius (Bill Nighy).
En febrero del mismo año se anunció que Courtney se había unido al elenco principal de la película Terminator Génesis como Kyle Reese. La película fue estrenada en julio de 2015. Courtney trabajó para Terminator Génesis e Insurgente prácticamente a la vez. 
En el 2015 apareció en la película Unbroken donde dio vida a Hugh "Cup" Cuppernell, un piloto veterano de la Segunda Guerra Mundial que se ve atrapado en un tiroteo en el aire con Zamperini; y en The Water Diviner donde dio vida al teniente coronel Cecil Hilton, un joven soldado debe organizar una búsqueda para identificar a decenas de miles de soldados muertos en Gallipoli.
En el 2016 se unió al elenco de la película The Kaiser’s Last Kiss como el capitán Stefan Brandt, un oficial alemán.
Ese mismo año se unió al elenco de la película Escuadrón suicida, donde interpretó a George Harkness, más conocido como el Capitán Boomerang.
En mayo del mismo año se anunció que se había unido al elenco principal de la película The God Four. Mientras que en octubre del mismo año se anunció que se había unido al elenco de la película Wet Hot American Summer: Ten Years Later donde dará vida a Garth MacArthur.
El 11 de mayo del 2017 se anunció que se había unido al elenco de Storm Boy en el papel de Hideaway Tom, un padre protector que tras la muerte de su esposa e hija se aísla y se muda con su hijo a una isla costera.

## Filmografía

### Películas
| Año  | Título                                   | Personaje                                 | Notas                                                                                     |
| TBA  | Scarygirl                                | Por anunciar                              |                                                                                           |
| 2021 | El Escuadrón Suicida                     | George "Digger" Harkness/Capitán Bumerang | Junto a Idris Elba y Margot Robbie                                                        |
| 2020 | Jolt                                     | Por anunciar                              | Película en Postproducción                                                                |
| 2020 | Honest Thief                             | Agent Nivens                              | junto a Liam Neeson                                                                       |
| 2019 | Semper Fi                                | Callahan                                  |                                                                                           |
| 2019 | Buffaloed                                | Wizz                                      |                                                                                           |
| 2019 | Alita                                    | Jashugan                                  | No acreditado                                                                             |
| 2018 | Storm Boy                                | Hideaway Tom                              | junto a Geoffrey Rush                                                                     |
| 2017 | Wet Hot American Summer: Ten Years Later | Garth MacArthur                           | junto a Amy Poehler                                                                       |
| 2017 | The God Four                             | Rob Carrey                                | junto a Brenton Thwaites, Michael Douglas y Natalie Dormer                                |
| 2016 | The Kaiser’s Last Kiss or The Exception  | Capt. Stefan Brandt                       | junto a Ben Daniels, Janet McTeer, Christopher Plummer, Eddie Marsan & Lily James         |
| 2016 | Escuadrón suicida                        | George "Digger" Harkness/Capitán Bumerang | junto a Joel Kinnaman, Viola Davis, Jared Leto, Will Smith y Margot Robbie                |
| 2015 | Terminator Génesis                       | Kyle Reese                                | junto a Emilia Clarke, Arnold Schwarzenegger, Jason Clarke y J.K. Simmons                 |
| 2015 | Insurgent                                | Eric                                      | junto a Shailene Woodley, Theo James, Miles Teller y Mekhi Phifer                         |
| 2015 | Man Down                                 | Devin Roberts                             | junto a Shia LaBeouf, Gary Oldman, Kate Mara, Tory Kittles y Clifton Collins Jr.          |
| 2014 | Unbroken                                 | Hugh "Cup" Cuppernell                     | junto a Jack O'Connell, Domhnall Gleeson, Garrett Hedlund y Luke Treadaway                |
| 2014 | The Water Diviner                        | Teniente coronel Cecil Hilton             | junto a Olga Kurylenko, Russell Crowe, Isabel Lucas y Jacqueline McKenzie                 |
| 2014 | Divergent                                | Eric                                      | junto a Shailene Woodley, Theo James, Miles Teller, Maggie Q, Mekhi Phifer y Kate Winslet |
| 2014 | I, Frankenstein                          | Gideon                                    | junto a Bill Nighy, Yvonne Strahovski, Aaron Eckhart y Miranda Otto                       |
| 2013 | Felony                                   | Det. Jim Melic                            | junto a Melissa George, Joel Edgerton, Tom Wilkinson y Rob Flanagan                       |
| 2013 | A Good Day to Die Hard                   | John "Jack" McClane, Jr.                  | junto a Bruce Willis, Cole Hauser, Mary Elizabeth Winstead y Sebastian Koch               |
| 2012 | Jack Reacher                             | Charlie                                   | junto a Tom Cruise, Rosamund Pike, Robert Duvall y David Oyelowo                          |
| 2009 | Stone Bros.                              | Eric                                      | junto a Valentino del Toro y Peter Phelps                                                 |
| 2007 | To Hell & Bourke                         | -                                         | -                                                                                         |
| 2007 | Death in a Flat                          | -                                         | corto                                                                                     |
| 2007 | 20/20                                    | -                                         | corto                                                                                     |
| 2004 | Boys Grammar                             | Alex                                      | corto - junto a Matt Levett, Daniel Feuerriegel, Tom O'Sullivan y Anthony Phelan          |
| 2004 | Helping Hands                            | -                                         | corto                                                                                     |

### Series de televisión
| Año         | Título                                   | Personaje     | Notas        |
| ----------- | ---------------------------------------- | ------------- | ------------ |
| 2025        | Érase una vez el Oeste                   | Virgil Cutter | 6 episodios  |
| 2023        | Kaleidoscope                             | Bob Goodwin   | 8 episodios  |
| 2020        | Stateless                                | Cam Sandford  | 6 episodios  |
| 2017        | Wet Hot American Summer: Ten Years Later | Garth         | 4 episodios  |
| 2010        | Spartacus: Blood and Sand                | Varro         | 10 episodios |
| 2008 - 2009 | Packed to the Rafters                    | Damian        | 2 episodios  |
| 2008        | All Saints                               | Harry Avent   | 2 episodios  |

### Teatro
| Año  | Obra                                       | Personaje       | Director (a)     | Teatro             | Notas                                                 |
| ---- | ------------------------------------------ | --------------- | ---------------- | ------------------ | ----------------------------------------------------- |
| 2009 | Julius Caesar                              | -               | Kate Revz        | Playhouse Theatre  | junto a Gemma Pranita y Marcus Graham                 |
| 2008 | Cyrano de Bergerac                         | Christian       | -                | Black Swan Theatre | junto a Andrew Hale, Renee McIntosh y Richie Flanagan |
| 2008 | The Turning                                | Boner McPharlin | -                | Peth T.C.          | -                                                     |
| 2007 | East                                       | Padre           | -                | WAAPA              | -                                                     |
| 2007 | Unidentified Human Remains A Winter's Tale | Bernie          | John Sheedy      | WAAPA              | junto a Gemma Pranita                                 |
| 2006 | The Winter's Tale                          | Leontes         | Leith Macpherson | WAAPA              | junto a Gemma Pranita                                 |
| 2006 | A Dream Play                               | Advocate        | -                | WAAPA              | -                                                     |
| 2005 | Three Sisters                              | Soliony         | Rhys McConnochie | WAAPA              | junto a Gemma Pranita                                 |

## Premios y nominaciones
| Año  | Categoría        | Premio          | Película/Corto | Resultado |
| ---- | ---------------- | --------------- | -------------- | --------- |
| 2008 | Best Performance | WA Screen Award | 20/20          | Nominado  |